# AC Reggiana
AC Reggiana 1919 ist ein italienischer Fußballverein aus Reggio nell’Emilia in der Emilia-Romagna. Die Herrenmannschaft spielte als AC Reggiana drei Spielzeiten in der Serie A. Infolge zweier Insolvenzen wurde der Verein 2005 und 2018 jeweils aufgelöst und anschließend neugegründet – zunächst als Reggio Emilia FC (kurz darauf umbenannt in AC Reggiana 1919) und zwischen 2018 und 2020 als Reggio Audace FC.

## Geschichte
Der Verein wurde 1919 als Associazione Calcio Reggiana gegründet. In den Anfangsjahren war die Mannschaft in der regionalen Meisterschaft der Emilia-Romagna vertreten, verpasste allerdings 1929 die Qualifikation zur neu eingeführten Serie A und musste in der Serie B antreten. Jahrelang spielte der Verein in den Serie B und der C, ehe 1993 erstmals der Aufstieg in die Serie A gelang.
Der 13. Tabellenrang in der Saison 1993/94 ist das beste Ergebnis der Vereinsgeschichte. In der folgenden Saison stieg der Klub als Vorletzter mit nur 18 Punkten wieder in die Serie B ab. Mit 61 Punkten gelang als Dritter der Serie B unter Trainer Carlo Ancelotti, der daraufhin von der AC Parma abgeworben wurde, der direkte Wiederaufstieg. Jedoch wurde die Mannschaft in der Saison 1996/97 mit nur zwei Saisonsiegen abgeschlagen Letzte.
1999 musste die AC Reggiana in die Serie C1 absteigen, die direkte Durchreichung in die Serie C2 wurde in der folgenden Spielzeit nur knapp verhindert. 2001 und 2002 musste der Verein in den Abstiegsspielen antreten, konnte sich jedoch jeweils durchsetzen und die Klasse erhalten. 2005 qualifizierte sich die Mannschaft für die Aufstiegsspiele zur Serie B, scheiterte jedoch an der US Avellino mit einer 1:2-Niederlage und einem 2:2-Unentschieden im Rückspiel.
Wegen der schlechten finanziellen Lage wurde der AC Reggiana im Sommer 2005 die Lizenz entzogen. Daraufhin löste sich der Klub auf und wurde als Reggio Emilia Football Club neugegründet. Kurz nach Spielbeginn in der Serie C2 erhielt der Verein seinen heutigen Namen.

## Kader der Saison 2024/25
Stand: 7. April 2025
| Nr. |                | Position | Name                |
| --- | -------------- | -------- | ------------------- |
| 1   | Italien        | TW       | Edoardo Motta       |
| 3   | Uruguay        | AB       | Joaquín Sosa        |
| 4   | Italien        | AB       | Paolo Rozzio        |
| 5   | Italien        | MF       | Alessandro Sersanti |
| 6   | Slowenien      | MF       | Leo Stulac          |
| 7   | Italien        | ST       | Manuel Marras       |
| 8   | Italien        | MF       | Luca Cigarini       |
| 10  | Italien        | ST       | Luca Vido           |
| 11  | Elfenbeinküste | ST       | Cedric Gondo        |
| 13  | Italien        | AB       | Andrea Meroni       |
| 15  | Italien        | AB       | Riccardo Fiamozzi   |
| 16  | Argentinien    | MF       | Tobías Reinhart     |
| 17  | Italien        | AB       | Lorenz Libutti      |
| 21  | Italien        | ST       | Mattia Destro       |
| 22  | Italien        | TW       | Francesco Bardi     |

| Nr. |            | Position | Name               |
| --- | ---------- | -------- | ------------------ |
| 23  | Italien    | ST       | Stefano Pettinari  |
| 25  | Italien    | MF       | Lorenzo Ignacchiti |
| 27  | Italien    | ST       | Matteo Maggio      |
| 29  | Danemark   | MF       | Oliver Urso        |
| 30  | Italien    | MF       | Antonio Vergara    |
| 31  | Italien    | AB       | Mario Sampirisi    |
| 44  | Italien    | AB       | Lorenzo Lucchesi   |
| 55  | Italien    | MF       | Justin Kumi        |
| 77  | Albanien   | MF       | Elvis Kabashi      |
| 80  | Schweiz    | MF       | Natan Girma        |
| 87  | Frankreich | AB       | Yannis Nahounou    |
| 90  | Italien    | MF       | Manolo Portanova   |
| 99  | Italien    | TW       | Alex Sposito       |
|     | Kroatien   | AB       | Filip Brekalo      |

## Ehemalige Spieler
- Francesco Antonioli
- Luigi Apolloni
- Luca Ariatti
- Dietmar Beiersdorfer
- Massimo Brambilla
- Giorgio Bresciani
- Luca Bucci
- Andrea Carnevale
- Franz Carr
- Ilario Castagner
- Alberto Di Chiara
- Giancarlo Corradini
- Francesco Cozza
- Luigi De Agostini
- Fernando De Napoli
- Angelo Di Livio
- Johnny Ekström
- Massimo Esposito
- Alberico Evani
- Giovanni Francini
- Paulo Futre
- Filippo Galli
- Gian Piero Gasperini
- Gustavo Giagnoni
- Angelo Gregucci
- Georges Grün
- Michael Hatz
- Salvatore Lanna
- Edvard Lasota
- Nicola Legrottaglie
- Stephen Ayodele Makinwa
- Massimo Margiotta
- Obafemi Martins
- Mario Martiradonna
- Giuseppe Materazzi
- Dorin Mateuț
- Stefano Nava
- Sunday Oliseh
- Mathew Olorunleke
- Michele Padovano
- Anton Powolny
- Igor Protti
- Fabrizio Ravanelli
- Ruggiero Rizzitelli
- Felice Romano
- Ioan Sabău
- Luigi Sartor
- Andrea Silenzi
- Igor Simutenkow
- Andrea Sordo
- Lorenzo Squizzi
- Claudio Taffarel
- Max Tonetto
- Stefano Torrisi
- Sandro Tovalieri
- Adolfo Valencia
- Cristiano Zanetti
- Paolo Zanetti

## Ehemalige Trainer
- Ferenc Molnár (1943)
- Romano Fogli (1980–1982)
- Giovan Battista Fabbri (1982–1983)
- Lauro Toneatto (1983–1984)
- Marino Perani (1987–1988)
- Enzo Ferrari (1994–1995)
- Carlo Ancelotti (1995–1996)
- Mircea Lucescu (1996–1997)